# 中區軍用碼頭

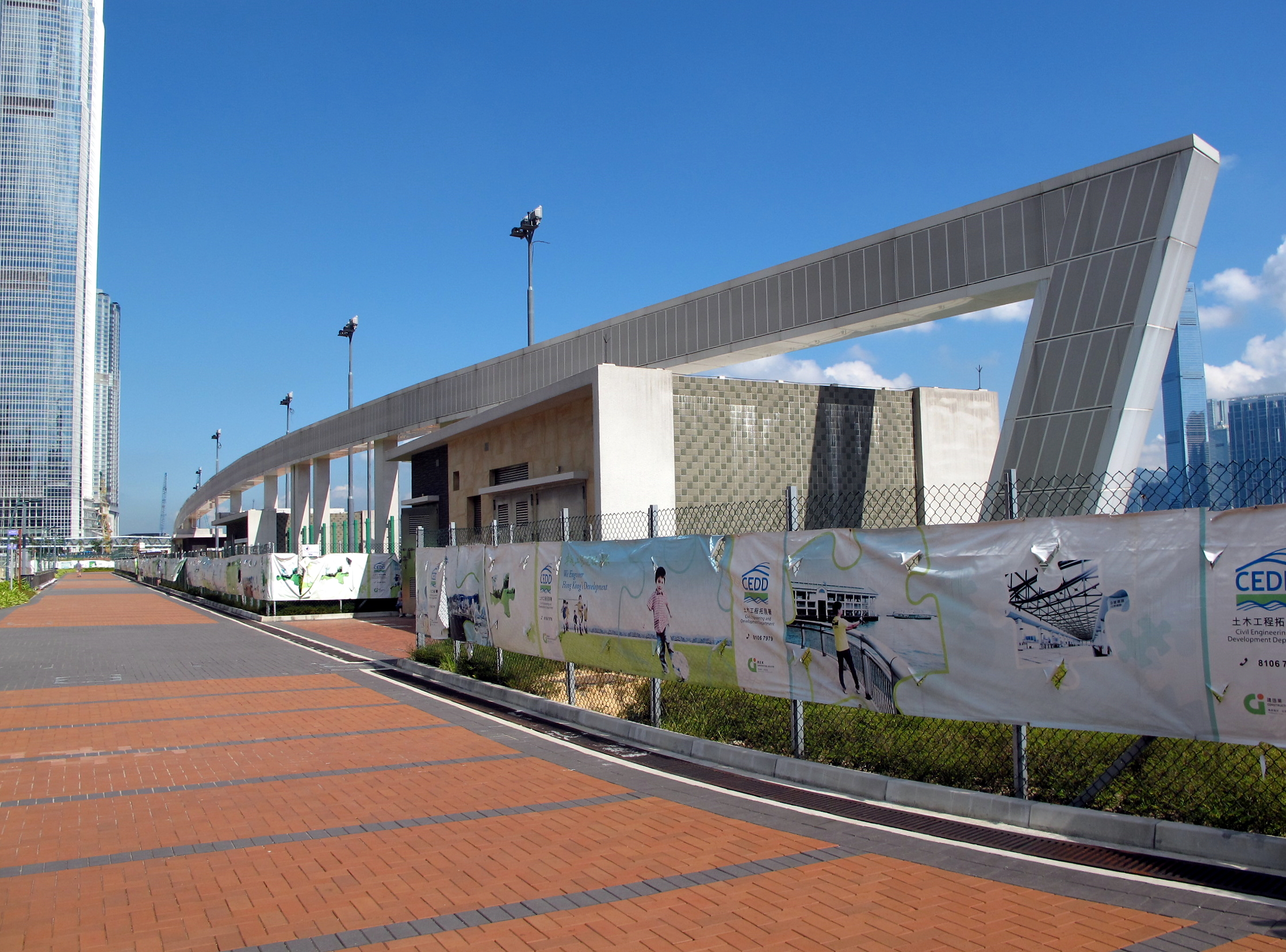
中區軍用碼頭建築以鐵絲網重重圍封，多年來不對外開放，引起市民批評

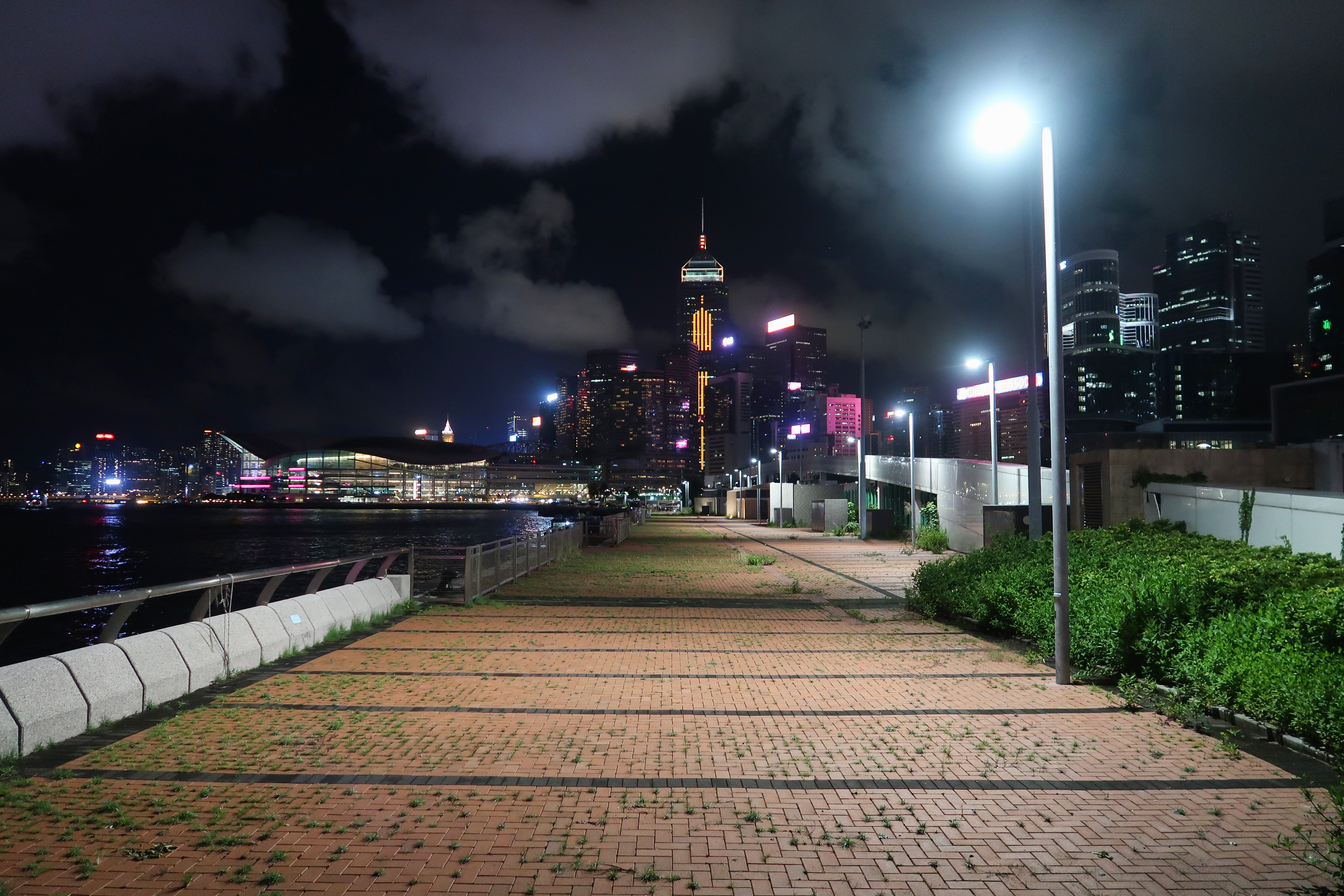
晚上的中區軍用碼頭，地面有大量雜草未有清理

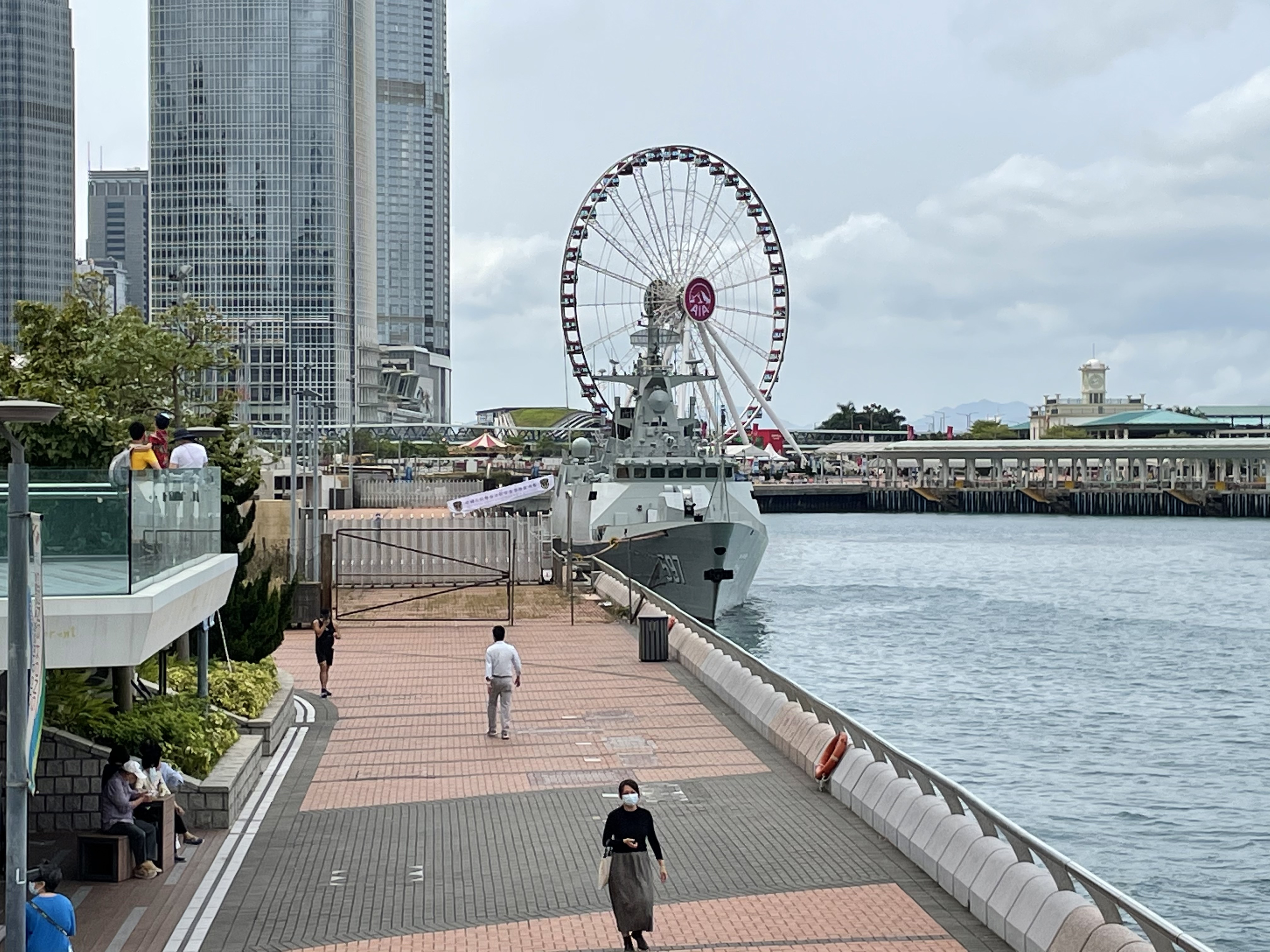
駐港解放軍056型飛彈護衛艦停泊於中區軍用碼頭

中區軍用碼頭（英語：Central Military Dock）是香港一座軍事碼頭，位於香港島金鐘添馬艦解放軍駐港部隊大廈的正前方，佔地0.3公頃，建造工程項目在2013年大致完成；碼頭規模足以停泊深圳號等大型導彈驅逐艦。香港特別行政區政府曾經表示，解放軍駐港部隊亦同意，當軍用碼頭不作軍事用途時，會開放碼頭範圍作為長廊一部份，讓公眾使用。但民間批評該用地圍封多年不對外開放，曾長期未有解放軍船隻出入，且每年管理、保養及維修開支高達27.5萬港元，認為「軍事設施不宜開放予公眾」的說法欠理據，應在解放軍船隻停泊時方作軍事用途。

## 設施
碼頭全長150米、寬20米，面積為32,000平方呎。外圍由兩重3米高的鐵欄包圍，配合閉路電視系統監察。碼頭內部設有一座面積約700平方呎的單層辦公室、一座擁有4間浴室和洗手間的建築物及一座4.5米高的電機房，岸邊設有3個登岸階梯。中環解放軍碼頭與中國人民解放軍駐香港部隊大廈之間將會興建一條軍用車輛通道連接，垂直穿過海濱走廊及龍和道。龍和道分隔行車的石壆需要打開缺口，興建電閘及信號燈，以方便軍事車輛通過。

## 歷史

### 修訂大綱草圖
1994年，為了配合香港主權移交，中華人民共和國政府與英國政府簽署了一份秘密協議，列明「在中環及灣仔填海計劃藍圖中，香港政府將於威爾斯親王軍營附近預留150米的最後永久海旁，供1997年後興建軍事碼頭之用」，但協議從未公開。
1998年，香港政府首次公佈填海後的大綱圖，由於受到官司影響，大綱圖經過多次修訂。
2000年，經過諮詢後，確立了中環解放軍碼頭在大綱圖上的位置。
2002年，香港政府向香港立法會就中區填海計劃第三期工程申請撥款時表明，有關工程包括興建軍用碼頭供予解放軍使用，碼頭位於中環軍營前面，而文件寫到「當軍用碼頭不作軍事用途時，會開放碼頭範圍作為海濱長廊一部份，讓公眾使用。」申請撥款獲得立法會審閱及批准。

### 詳細設計碼頭
2005年10月，香港政府向立法會提交的中環填海土地用途時，以構想圖交代軍用碼頭如何與新海濱融合。然而，由於2006年公眾再就中環海濱規劃掀起爭論，規劃署在同年5月製作中環新海濱的模型及小冊子上，只在平面圖上以文字標示出碼頭的位置。2007年5月，有立法會議員及保育組織批評香港政府隱瞞重要海濱發展資料，表示會在立法會跟進事件。
2008年，《中環新海濱城市設計研究》向公眾咨詢中環解放軍碼頭的位置及設計概念。
2010年，香港政府就中環解放軍碼頭諮詢中西區區議會及海濱事務委員會。
2013年3月21日，因應中環解放軍碼頭的詳細設計及具體位置獲得確定，香港政府就更改土地用途諮詢中西區區議會。

### 公眾諮詢接獲近1.9萬份反對意見
2013年4月，城市規劃委員會修訂中環填海部分的分區計劃大綱草圖（S/H24/8），將該塊佔地0.3公頃的土地由原先的「休憩用地」修訂為「其他指定用途」，並且註明「軍事用地」地帶，以明確顯示中環解放軍碼頭的用途及實際範圍。此舉惹來環境保護團體和泛民主派政黨提出質疑，指控中環解放軍碼頭將會截斷臨海的中區海濱長廊，呼籲香港市民趕及於同月16日凌晨諮詢日期截止前，將反對書電郵至城市規定委員會。同日，多個環境保護組織在中區海濱長廊示威，要求香港政府「還港於民」，公民黨立法會議員陳家洛就要求香港政府交代駐港解放軍使用碼頭時的交通安排，環保觸覺主席譚凱邦表示他認為軍用碼頭位置應該規劃為公眾碼頭，解放軍與公眾可以同時使用，解放軍不應該有優先權利。保護海港協會前主席徐嘉慎則表示，在海旁興建軍用碼頭會影響香港市民享用海濱的機會，不排除提出司法覆核。就此，香港政府發言人於同日作出回應及強調，有關香港政府部門早於2000年前清楚標明該範圍為軍用碼頭，過往亦多次公開地解說，包括在立法會。當時碼頭的形式和實際範圍尚未詳細定出，故此以一直綫顯示位置，現在碼頭的詳細設計已經確定，現階段只是就分區大綱圖作出「技術性修訂」。他強調，因應香港政府要求，駐港解放軍早於2000年已經承諾碼頭毋須作為軍事用途時開放予公眾，作為海濱長廊的一部分使用，即使軍用碼頭需要關閉作為軍事用途時，公眾仍然可以由碼頭南面的行人道穿越海濱長廊，而近期駐港解放軍已經再次確認此承諾。
2013年4月19日，保護海港協會表示將會發起「保護海旁運動」四部曲，首先收集10萬名公眾簽署，向行政長官梁振英請願，及後聯同政黨要求立法會跟進，再向城市規劃委員會投訴，如果行動不見成效，最後一步是提出司法覆核。
因應城市規劃委員會就興建中環解放軍碼頭事宜接獲近兩萬份意見信函，於2013年11月3日起舉行16場公聽會。保護海港協會前主席徐嘉慎指出，中華人民共和國與大不列顛及北愛爾蘭聯合王國簽訂的協議中只訂明在中環海濱預留位置予中國人民解放軍船舶泊岸，並非割地。現時屬於休憩用地的中環海濱長廊倘若被劃撥為軍事用地，公眾進出可能觸犯《駐軍法》。香港政府此舉猶同「割地」予中國人民解放軍，剝奪公共休憩空間。倘若城市規劃委員會批准改變土地用途，或會發動百萬人簽名抗議，甚至與香港政府對簿公堂。
2013年11月27日，逾10名愛港之聲成員趁著城市規劃委員會舉行申述會前到場請願，並且派遣代表在申述會上表達意見，指出香港在英國殖民地時期需要支付數以億港元計算的軍事費用予英國，惟解放軍自香港回歸以來無償地保衞香港，加上中國及英國曾經簽訂軍事用地協議，訂明中環海濱需要預留150米長的空間，方便於香港回歸後興建軍用碼頭，故此有關方面申請改劃土地作為軍事用地是合法、合情及合理。他們批評有政客將事件政治化，呼籲勿作出不必要的司法覆核，並不要浪費公帑。此外，亦有4名反對人士出席，其中鄭女士質疑中國人民解放軍多年來並無使用碼頭，根本無需要特設一座軍用碼頭，是故建議軍方未來使用海事處的設施，使到香港市民可以盡享海濱長廊。另外一名反對者則出示規劃署的文件，指出文件中所標示的碼頭位置為公眾用地，與現時的方案不脗合，故此要求有關部門撤回更改土地用途的申請，尋找其他位置或者方法建設軍事碼頭。規劃署則就此表示，按照《駐軍法》，中環部分海濱更改劃作軍用碼頭後，中國人民解放軍將會負責管理，軍方已經承諾不使用軍用碼頭時，將其開放予公眾，惟實際開放情況需要由軍方決定。
2013年12月11日，城市規劃委員會完成聆畢所有申述者的意見，合共110份，當中出席會議有74人，66人作出口頭陳述。城規會副主席黃遠輝在申述會總結時，批評政府諮詢不足。但規劃署指過去多年來的公眾文件，如2000年的中區擴展計劃大綱圖、2011年中環新海濱城市設計研究，已經標示該用地至軍用碼頭。到同年12月18日，城規會閉門審議將中環海濱長廊部分用地劃作解放軍碼頭的申述，等待秘書處整理論據後將會再次舉行會議。

### 城規會無視反對意見 民間司法覆核織終極敗訴
2014年2月14日，城規會無視民間1.9萬份反對意見，將原來的休憩用地用途改劃為軍事用途。同年5月，非牟利組織「創建香港」申請司法覆核，挑戰城規會拒絕更改將中環部分海濱劃作軍事用途之決定。於2017年2月16日裁定該組織敗訴。2018年5月，終審法院亦駁回創建香港的「訟費保護令」上訴，維持原訟庭裁定其敗訴的判決。
本土行動成員何來在2018年10月加入訴訟以延續「創建香港」的官司。城規會批評何來的訴訟申請是「刻意耽誤，構成行政不公」。而代表城規會的資深大律師莫樹聯指何來未能提供合理解釋為何在在終院判決後幾個月才申請加入訴訟。同時強調政府早於1994年已協議劃出用地予駐軍興建碼頭。

### 軍事用地刊憲 政府立法列為禁區及受保護地區
2019年1月22日，行政長官會同行政會議已同意城規會將分區計劃大綱圖列為「軍事用地」，並在2月1日刊憲批准計劃草案。到2月10日，中環海濱關注組到場抗議，批評中環軍用碼頭猶如西九龍站的「一地兩檢」，呼籲公眾在公眾諮詢期前提交反對意見。
2019年4月2日，保安局局安李家超於立法會保安事務委員會提出，中區軍用碼頭工程已完成6年，政府有責任早日將碼頭陸上0.3公頃範圍列為禁區及受保護地區，並在海上設立限制區域，重申立法建議是保護軍事設施，及便利市民在碼頭無需隔離時可以通行。
2019年4月10日，因保安局向立法會遞交文件建議將碼頭四座建築物均列作「禁區」，學聯前副秘書長岑敖暉提出司法覆核，挑戰政府批准相關改劃決定。
2019年4月30日，行政長官林鄭月娥經徵詢行政會議，指令保安局修改五條附屬法例，提交立法會審議。五條附屬法例包括，把碼頭陸上範圍列為「受保護地方」、以授權解放軍駐港部隊聘用的公司所僱用的合資格守衞人員作為碼頭的「特派守衞」、把碼頭範圍內的四座建築物列為「禁區」、及限制船隻進入碼頭毗鄰海面的限制區域。
2019年6月26日原訂於立法會大會審議由保安局提交的五條條例，就中環海濱長廊一幅150米長、面積約0.3公頃，原為公眾「休憩用地」範圍的用地，將正式撥歸中國人民解放軍駐香港部隊，作軍用碼頭之用；然而，因為經民聯張華峰提出無經預告休會辯論，使條例無法在立法會討論，令條例於6月29日凌晨零時正式生效。

### 移交驻港部队
2020年9月29日上午，港岛北岸举行中区军用码头移交解放军驻港部队仪式，香港行政长官林郑月娥出席并致辞。
2022年1月30日上午7時許，解放軍駐香港部隊在中區軍用碼頭首次舉行升國旗儀式。

## 抗議行動

### 2019年6月28-29日

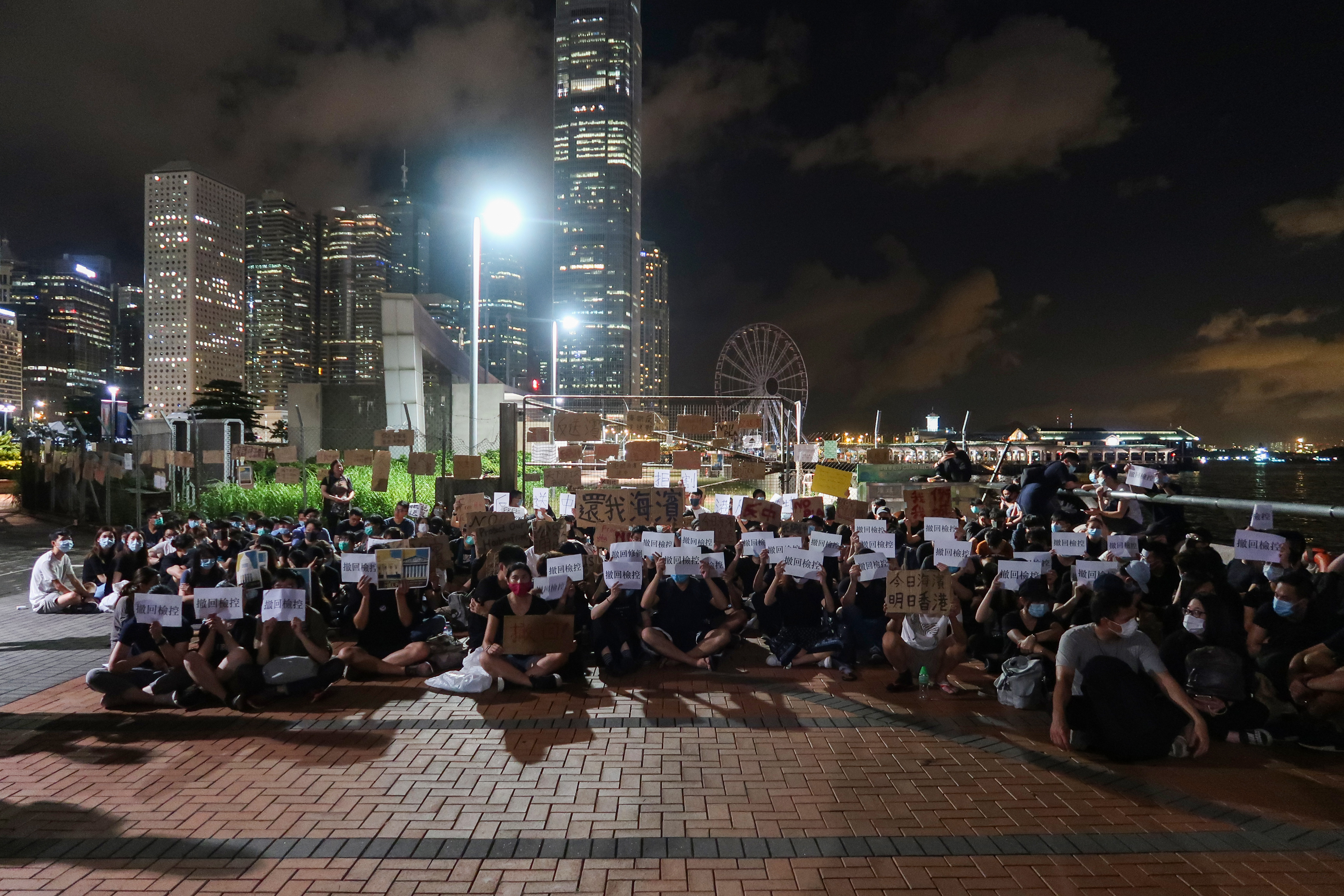
一批市民在碼頭外舉牌靜座抗議

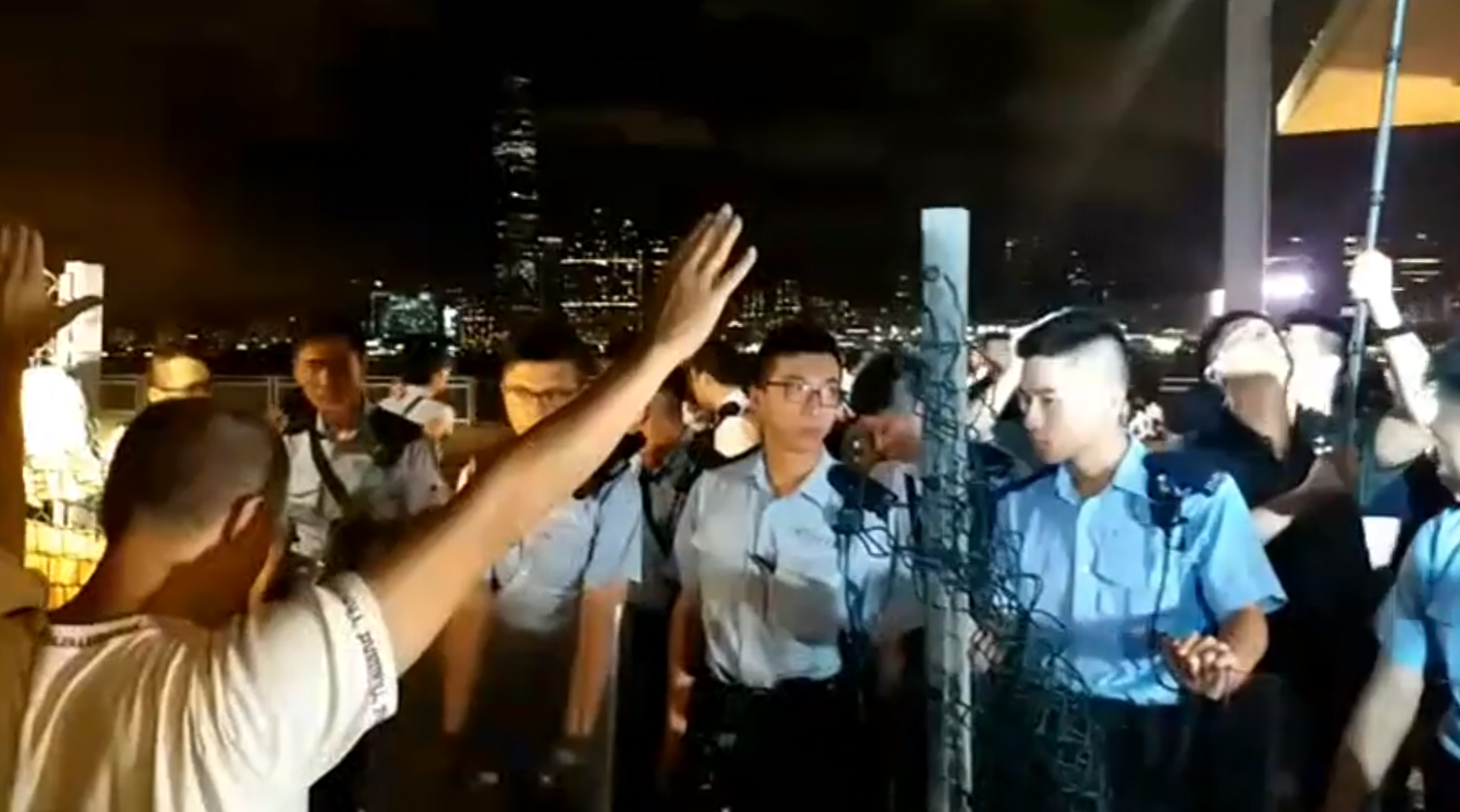
軍裝警員與示威者對持

6月28日在期限屆滿前夕，大批市民晚上10時到碼頭外靜座抗議，並高呼「人不送中，地不閹割」、「還我海濱」、「反對碼頭送中」等口號。亦有市民在鐵絲網外貼上標語和摺紙飛機掉入被圍封的海濱內。到晚上11時33分，示威者一度闖入被鐵絲網圍封的用地，逾百名配上防暴裝備的軍裝警員迅即清場後，市民在凌晨散去。
6月29日早上11時30分，民主派立法會議員朱凱廸、張超雄、許智峯及司馬文等人到場示威。警方阻止他們進入，一度警告「不要衝擊警方防線」。議員指責警方沒有權利守衛軍事禁區。到下午4時20分，政府新聞處發聲明，表示中區軍用碼頭的相關附屬法例已在29日凌晨零時生效，公眾人士必須遵守法律，不可在未獲授權下進入碼頭範圍。

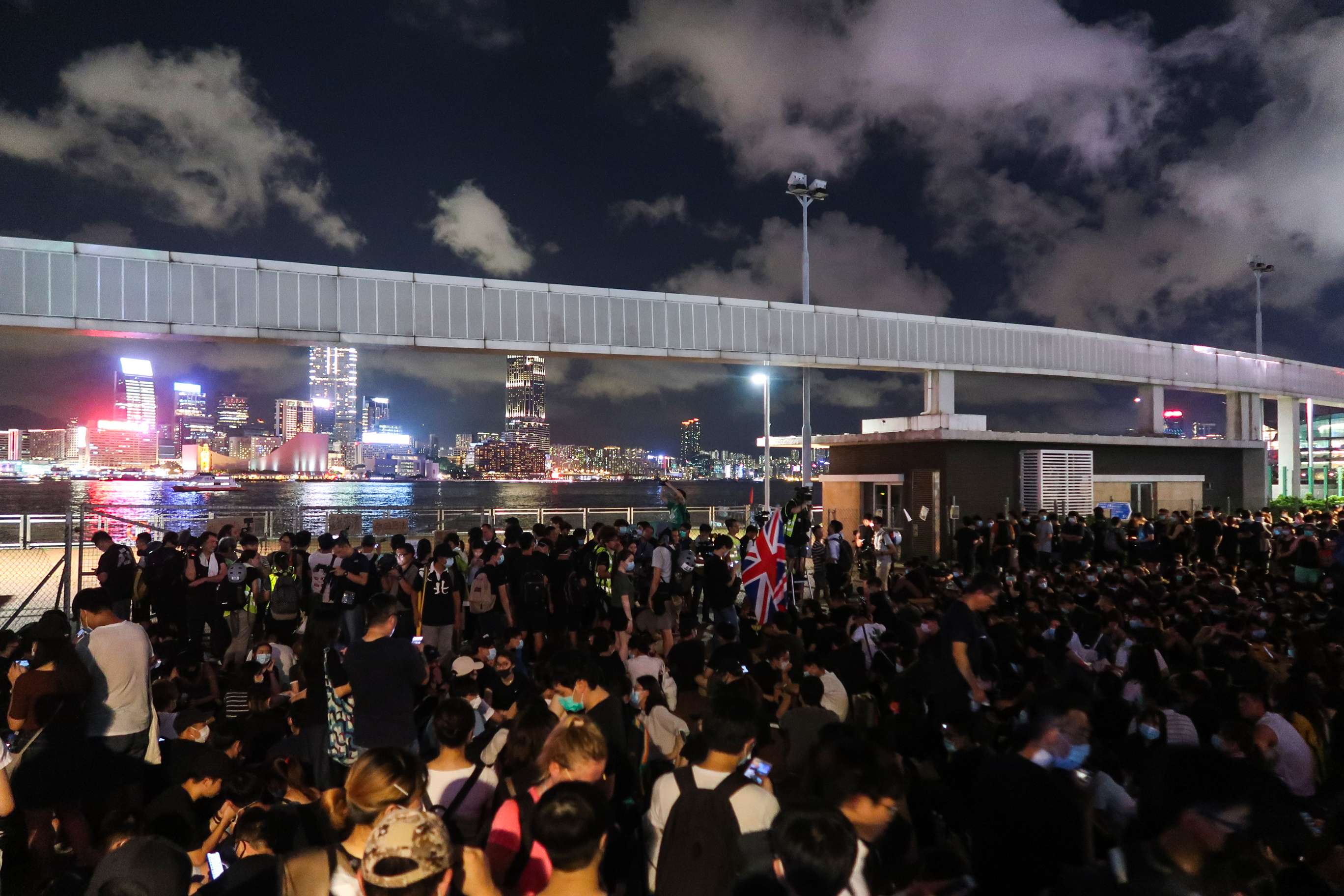
大批市民晚上10時到碼頭外靜座抗議
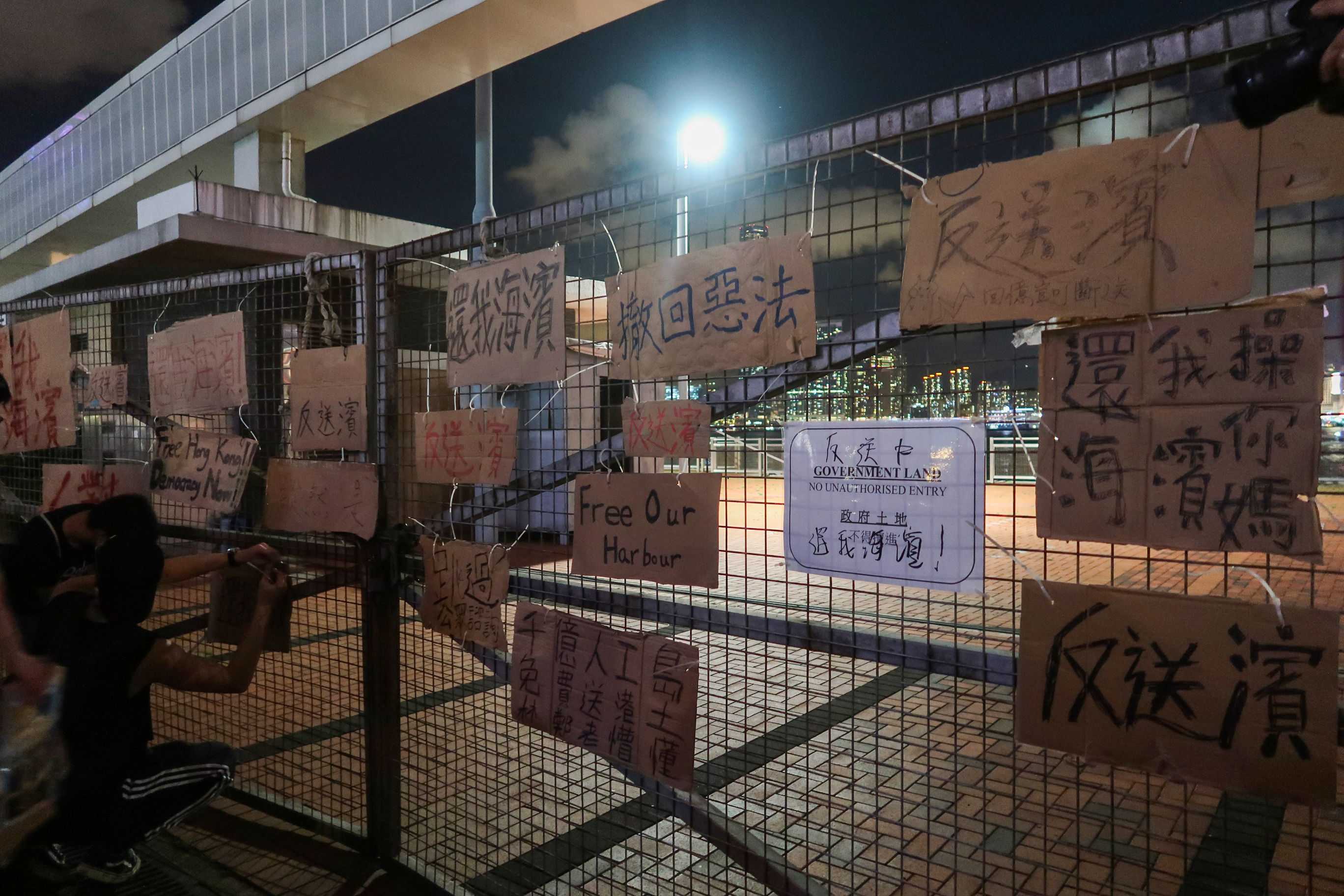
有市民在鐵絲網外貼上標語
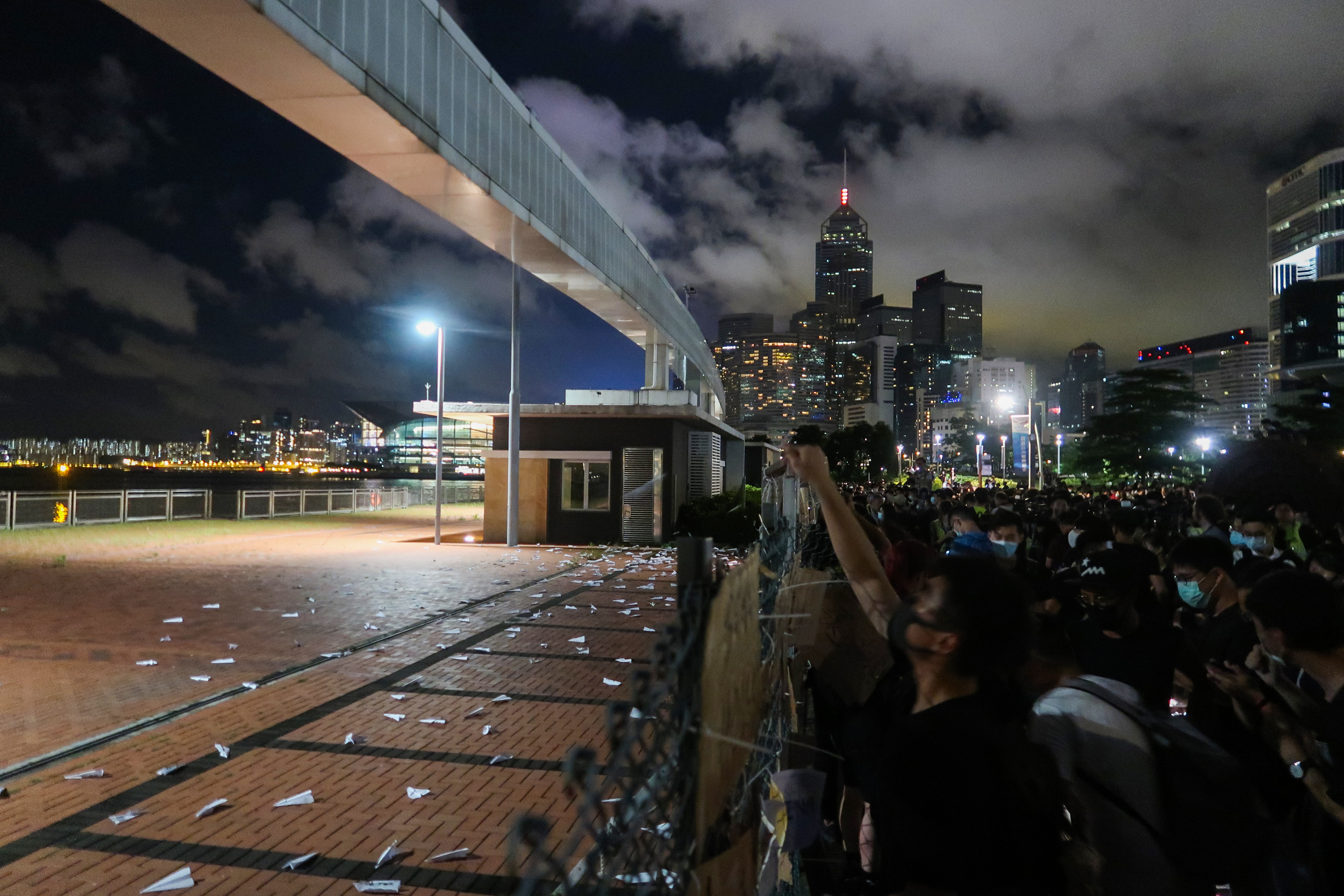
有市民摺紙飛機掉入被圍封的海濱內
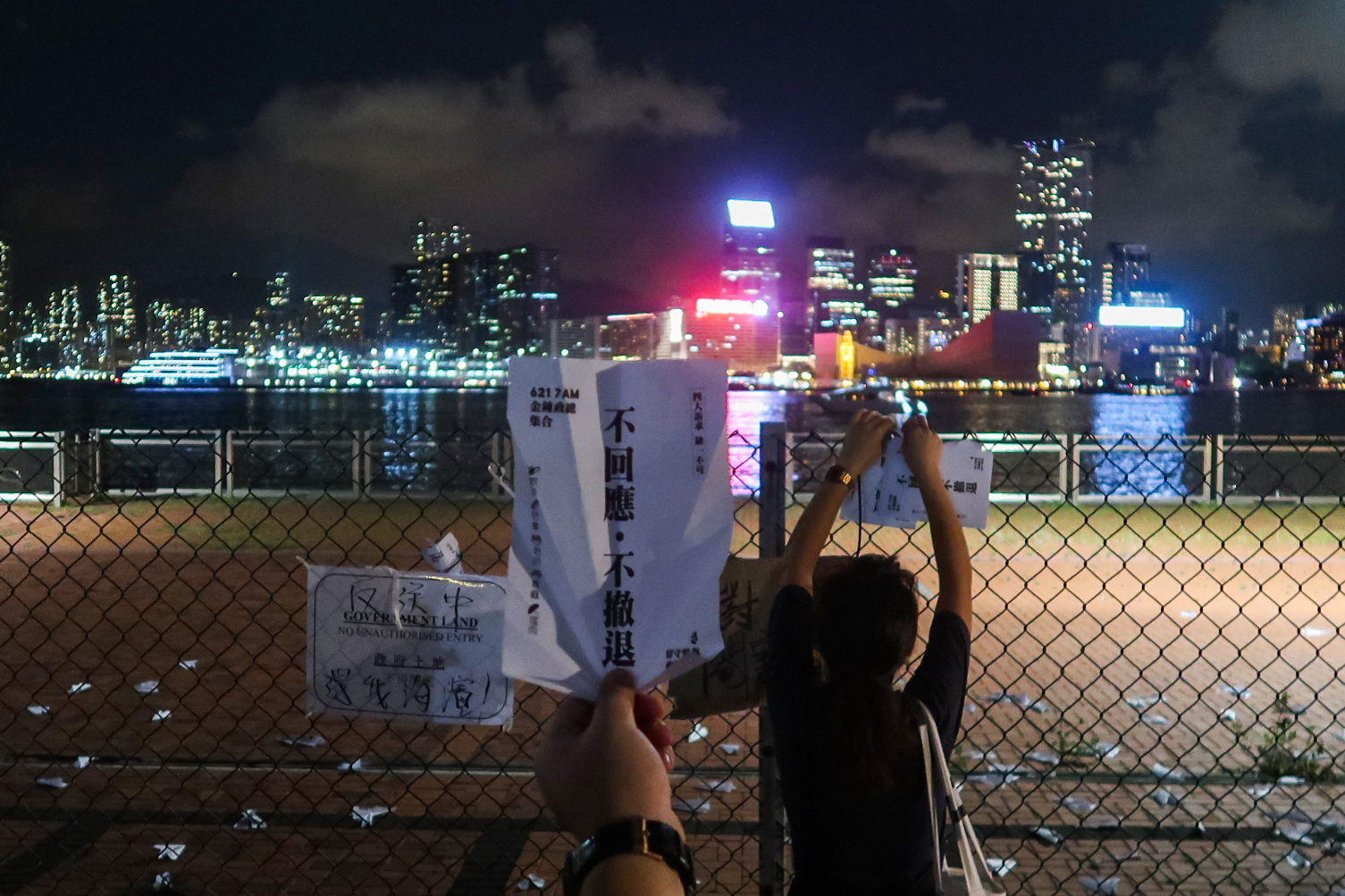
有市民舉起反修例運動標語
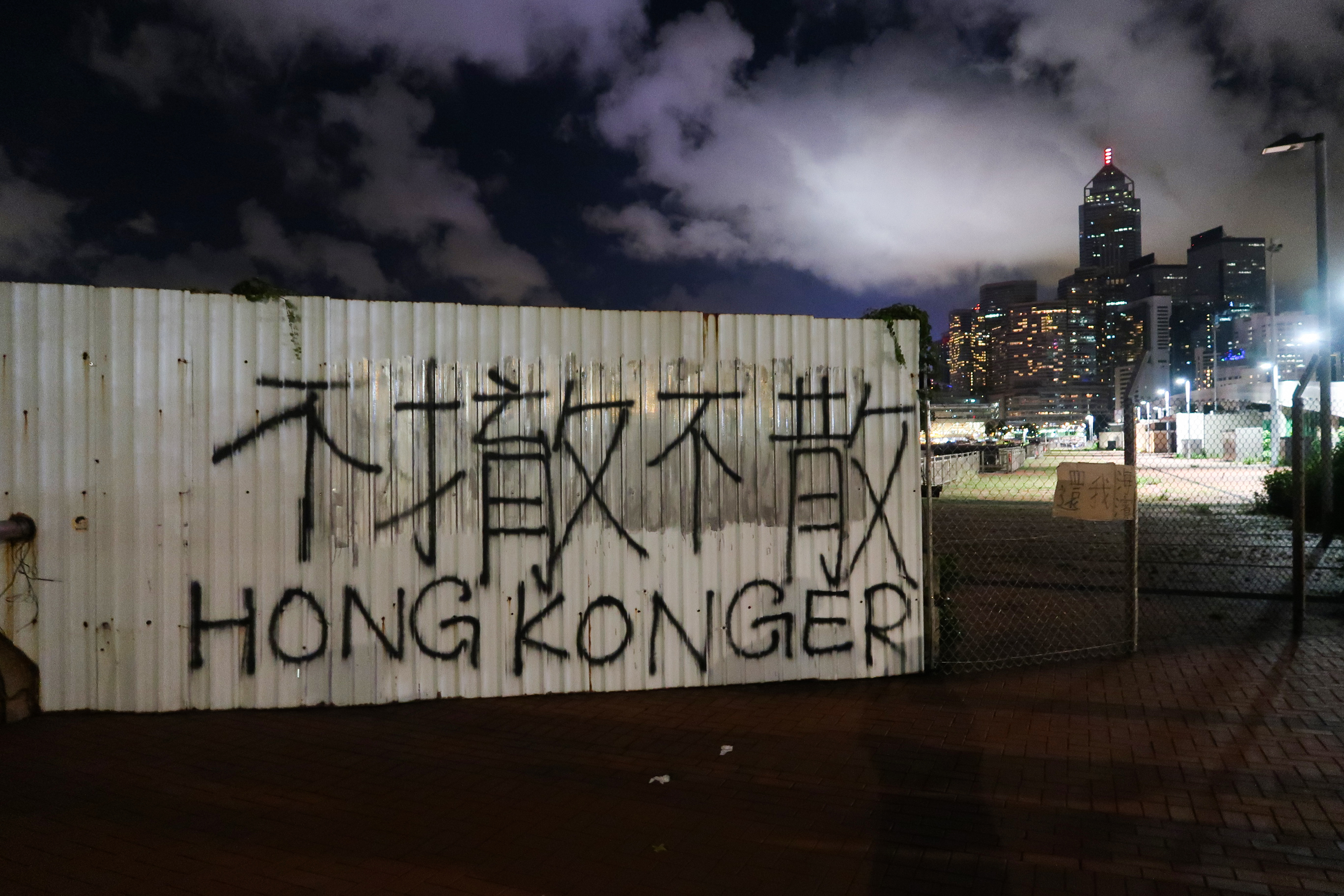
有市民在圍板寫上字句表達不滿
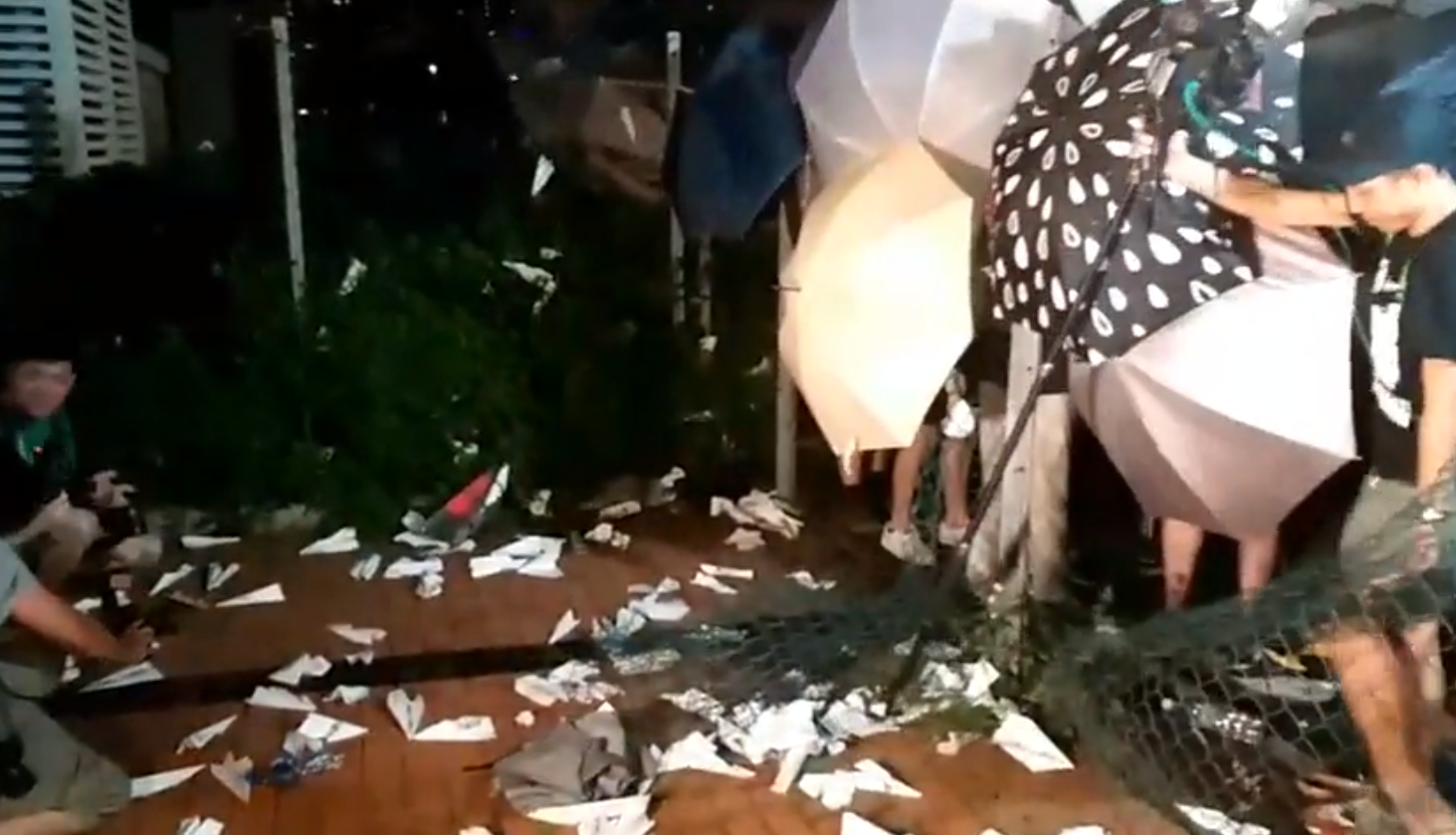
晚上11時33分，示威者一度闖入被鐵絲網圍封的用地
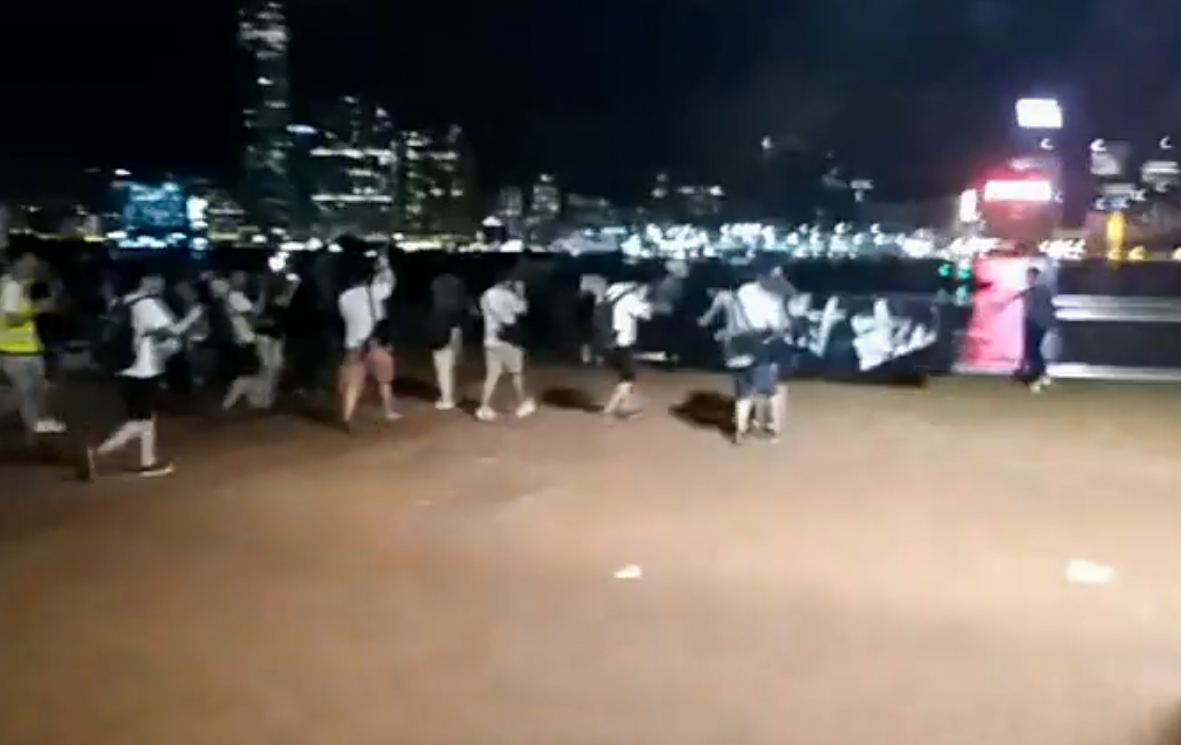
有示威者在碼頭掛上「還我海濱」横額
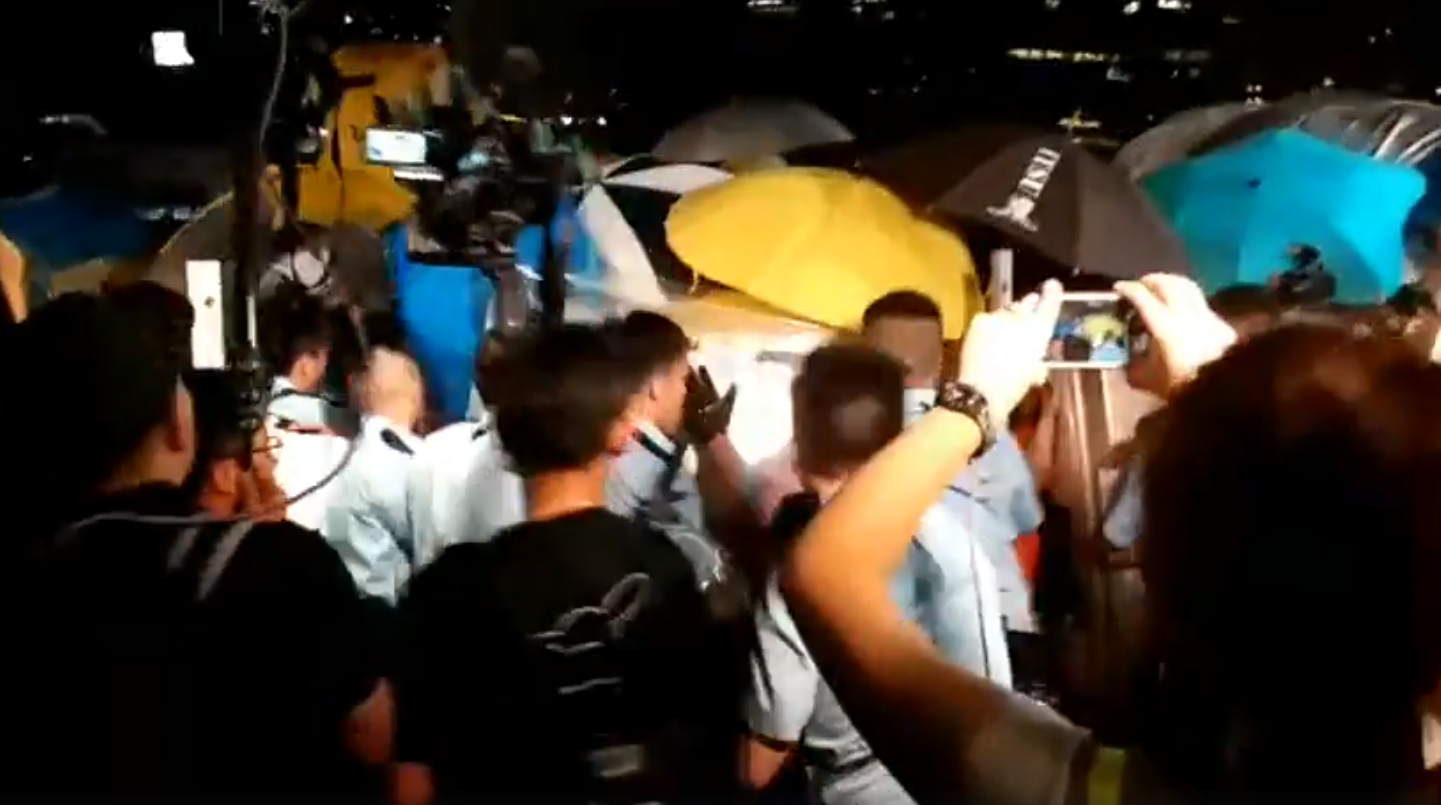
貼近鐵絲網的示威者稱被警員搶去雨傘

## 相關參見
- 昂船洲海軍基地

## 外部連結
- 做好軍事碼頭開放 還維港於民（页面存档备份，存于），《星島日報》，2013年4月20日
- 立法會發展事務委員會視像/語音紀錄（页面存档备份，存于） 00:59:00開始，2013年5月28日